# 1870.
◄ | 18. stoljeće | 19. stoljeće | 20. stoljeće | ►
◄ | 1840-ih | 1850-ih | 1860-ih | 1870-ih | 1880-ih | 1890-ih | 1900-ih | ►
◄◄ | ◄ | 1867. | 1868. | 1869. | 1870. | 1871. | 1872. | 1873. | ► | ►►
Arhitektura • Astronomija • Biologija • Fotografija • Glazba • Kazalište • Kemija • Kiparstvo • Knjige • Književnost • Kršćanstvo • Meteorologija • Medicina • Planinarstvo • Politika • Pravo • Promet • Slikarstvo • Šport • Znanost • Željeznički promet

## Događaji
- 25. srpnja – Odlukom Dalmatinskog sabora zapisnici saborskih sjednica moraju se pisati hrvatskim jezikom.<[1]
- 4. rujna – Dva dana nakon francuskog poraza kod Sedana i zarobljavanja Napoleona III., zastupnici Leon Gambetta i Jules Favre objavili su svrgnuće cara i proglasili Treću Republiku. Vlada nacionalne obrane organizirala je narodni rat protiv Nijemaca koji je neslavno završio.
- 20. rujna – Rim se priključuje Kraljevini Italiji; završeno Ujedinjenje Italije
- 8. prosinca – Papinskom odlukom »Quemadmodum Deus« Pia IX. sv. Josip proglašen zaštitnikom sveopće Katoličke Crkve.[2]

## Rođenja
- 2. siječnja – Ernst Barlach, njemački kipar i književnik († 1938.)
- 7. veljače – Alfred Adler, austrijski psiholog († 1937.)
- 10. travnja – Ferdo Kovačević, hrvatski slikar († 1927.)
- 22. travnja – Vladimir Iljič Lenjin, ruski revolucionar, državnik, pisac; osnivač komunizma i Sovjetskoga Saveza († 1924.)
- 4. lipnja – Elisabeth Hesselblad, švedska redovnica († 1957.)
- 13. lipnja – Jules Bordet, belgijski znanstvenik († 1961.)
- 16. srpnja – Hermann Harms – njemački taksonom i botaničar  († 1942.)
- 17. srpnja – Ludvík Čelanský, češki dirigent i skladatelj († 1931.)
- 22. listopada – Ivan Aleksejevič Bunin, ruski književnik († 1953.)
- 1. studenog – Viktor Car Emin, hrvatski književnik († 1963.)
- 30. studenog – Frano Supilo, hrvatski političar i publicist († 1917.)
- 7. prosinca – Marija Tomšić-Im, hrvatska književnica († 1950.)
- 10. prosinca – Adolf Loos, austrijsko-češki arhitekt († 1933.)
- 14. prosinca – Karl Renner, austrijski kancelar († 1950.)
- 19. prosinca – Dragutin Boranić, hrvatski jezikoslovac († 1955.)
- 24. prosinca – Emanuel Vidović, hrvatski slikar († 1953.)
- 28. prosinca – Džemaludin Čaušević, hrvatski imam i prevoditelj Kurana († 1938.)

## Smrti
- 21. siječnja – Aleksandr Ivanovič Hercen, ruski književnik i političar (* 1812.
- 9. lipnja – Charles Dickens, engleski književnik (* 1812.)
- 23. rujna – Prosper Mérimée, francuski književnik (* 1803.)
- 12. listopada – Robert Edward Lee, američki vojskovođa (* 1807.)
- 24. listopada – Antun Marija Claret, španjolski svetac (* 1807.)
- 5. prosinca – Alexandre Dumas (otac), francuski književnik (* 1802.)

## Vanjske poveznice
|  | Zajednički poslužitelj ima još gradiva o temi 1870. |